# گاردن (یوتا)
گاردن (به انگلیسی: Garden) یک منطقهٔ مسکونی در ایالات متحده آمریکا است که در شهرستان ریچ، یوتا واقع شده‌است. گاردن ۷۳٫۳ کیلومتر مربع مساحت و ۱۸۱ نفر جمعیت دارد و ۱٬۸۳۰ متر بالاتر از سطح دریا واقع شده‌است.